# ボンゴフレーバー
ボンゴフレーバー（スワヒリ語: bongo flava、英語: bongo flavor）はタンザニアのポピュラー音楽のジャンルの一つで、東アフリカにおける共通語であるスワヒリ語で歌われていることが特徴である。ヒップホップに多大な影響を受けているが、スワヒリ文化における伝統歌謡のタアラブ（taarab）や、インドのポピュラー音楽Filmi、ザイール（現コンゴ民主共和国）発祥のリンガラ音楽とも関係が深い。タンザニアン・ヒップホップと呼ばれることもある。
Bongoとはスワヒリ語で脳を意味するubongoからとられている。

## 概要
ボンゴフレーバーはタンザニアを中心としてケニア・ウガンダなどスワヒリ語圏のポピュラー音楽である。1980年代にヒップホップやレゲエ、ラップなどのアメリカの黒人音楽に触発され、ダルエスサラームの若者がスワヒリ語の歌詞をあてたことで始まったとされる。現在では様々なアフリカの民族的、スワヒリ的要素が組み込まれている。
スワヒリ語による最初のラップは、1991年のジャビール・サレフ（Jabir Saleh）という歌手によるもので、徐々に都市部のあらゆる若者層に浸透していった。特徴としては、欧米のラップ・ヒップホップに、在来の音楽であるンゴマngoma、ターラブの他に、近隣のコンゴ民主共和国のリンガラ音楽の要素が融合していること、歌詞のテーマが欧米のものと異なることである。ボンゴフレーバは、エイズや貧困の問題、政治家による汚職といったタンザニアの社会的、経済的、政治的な問題に対する批評がテーマとされており、暴力的な罵りや直接的な性表現は避けられているとされる。
もともとスワヒリ語はバンツー諸語の特徴である名詞の語頭の音を揃えるシステムを継承しているので、ラップの韻を踏む唱法と非常に相性がよい。またアーティストにはインド系やアラブ系が入っており、その影響もみられる。